# Pachypodinae
Pachypodinae (лат.) — подсемейство пластинчатоусых жуков. Эти маленькие жуки распространены в Европе.

## Систематика
Подсемейство включает всего один род и 3 вида:
- Pachypus
  - Pachypus caesus Erichson, 1840
  - Pachypus candidae (Petagna, 1786)
  - Pachypus demoflysi Normand, 1936

В современной классификации понижено до трибы Pachypodini.